# Pátá Francouzská republika
Pátá Francouzská republika je ústavní systém Francouzské republiky platný od 5. října 1958. Popsán je v Ústavě z roku 1958 a nahradil systém čtvrté republiky z roku 1946.

## Historie
Jakožto předseda Ústavní rady (od 1. června 1958) pověřil Charles de Gaulle tým řízený Michelem Debré (budoucí předseda vlády), aby připravil projekt ústavy, jež měla být schválená v referendu 28. září 1958. Tato ústava bývá označována jako Ústava z 4. října 1958 či Ústava Páté republiky.
Ústava páté republiky uděluje prezidentovi větší moc. Až do roku 2002 byla délka prezidentského mandátu stanovená na sedm let (dnes na pět), prezident rovněž disponuje vyšší výkonnou mocí (generál de Gaulle toto neúspěšně požadoval už při sestavování ústavy čtvrté republiky).
Text představil mj. nový volební systém: prezident již neměl být volen na společném hlasování Senátu a Národního shromáždění (při složité volbě v roce 1954 bylo třeba více než třinácti volebních kol, než se poslanci i senátoři shodli na prezidentství René Cotyho). Volba prezidenta republiky měla být svěřena do rukou kolegiu asi 80 000 zvolených představitelů (poslanců, senátorů, generálních rádců, starostů a zmocněnců komunálních zastupitelstev). Tento systém byl však použit jen jednou a to 10. října 1958 při volbě generála de Gaulla.
V roce 1962 bylo zorganizováno referendum o změnách systému volby prezidenta republiky. Prosadilo volbu všeobecnou a přímou. Poprvé jí bylo užito v roce 1965 (a zvolen byl opět Charles de Gaulle).
Tento způsob prezidentské volby vedl (spolu s projevem tzv. prezidentské většiny) k velkým institucionálním změnám.
V květnu 1968 byl režim na několik týdnů paralyzován lidovými bouřemi. Generální stávka zasáhla celou zemi. Hnutí z května 1968 bylo ovlivněno mnohými krajně levicovými myšlenkami (maoismus, trockismus, anarchismus, luxemburgismus), které posléze ovlivnily celá sedmdesátá léta. Bylo součástí revolučního hnutí prakticky v celé tehdejší západní Evropě.
Od roku 1984 se politická scéna páté republiky vyznačuje stoupajícím vlivem Le Penovy Národní fronty (s výjimkou voleb v roce 2007). V prezidentských volbách v roce 2002 získala 16,8 % a Jean-Marie Le Pen postoupil do druhého kola. Zhruba ve stejné době klesají preference komunistické strany. Příliv hlasů je však zaznamenávám hlavně v růstu menších trockistických uskupení (Lutte ouvrière, Ligue communiste républicaine, Parti des travailleurs), jež získaly v prezidentských volbách 2002 dohromady 10 %.
Od roku 1995 je Francie poznamenána novým rozkvětem stávkových hnutí. V lednu 1987 byla největší francouzská železniční společnosti SNCF paralyzována měsícem generální stávky francouzských železničářů. Paralelně docházelo k formování dalších hnutí: dělníci oceláren (1982–1984), dělníci automobilových závodů (1983), gymnazisté (1990, 1994, 1995, 1999, 2005), vysokoškolští studenti (1983, 1986, 1995, 2006), učitelé (1995, 2003) aj.

## Seznam prezidentů Páté republiky
René Coty, poslední prezident IV. republiky, zůstával funkci až do 7. ledna 1959.
- 1. Charles de Gaulle: 8. ledna 1959 – 28. duben 1969 (první prezident zvolený přímou volbou podle ústavy z roku 1958).

Alain Poher, předseda Senátu, byl dočasným prezidentem Francouzské republiky od 28. dubna do 20. června 1969.
- 2. Georges Pompidou: 20. červen 1969 – 2. duben 1974 (zemřel ve výkonu funkce).

Alain Poher, předseda Senátu, byl opět dočasným prezidentem Francouzské republiky od 2. dubna do 27. května 1974.
- 3. Valéry Giscard d'Estaing: 27. května 1974 – 20. května 1981.
- 4. François Mitterrand: 21. květen 1981 – 16. květen 1995 (první prezident znovuzvolený přímým hlasováním, v roce 1988).
- 5. Jacques Chirac: 17. května 1995 – 16. května 2007 (první prezident ve funkci pouze pět let podle změny ústavy z roku 2000).
- 6. Nicolas Sarkozy: 17. května 2007 – 15. května 2012.
- 7. François Hollande: 15. května 2012 – 14. května 2017.
- 8. Emmanuel Macron: od 14. května 2017.

## Prezidentský rozpočet
Státní rozpočtové reformy vedly k navýšení rozpočtu o položky, které předtím nebyly součástí kompetenci Prezidenta republiky. K daným změnám došlo během prezidentství Jacquese Chiraca.
| Rok                | Prezident                | Rozpočet (v milionech €) |
| ------------------ | ------------------------ | ------------------------ |
| 1969               | Georges Pompidou         | 2,35                     |
| 1974               | Valéry Giscard d'Estaing | 2,53                     |
| 1981               | François Mitterrand      | 3,03                     |
| 1994               | François Mitterrand      | 3,31                     |
| 1997               | Jacques Chirac           | 7,78                     |
| 1998               | Jacques Chirac           | 13,73                    |
| 2001               | Jacques Chirac           | 21,20                    |
| 2003               | Jacques Chirac           | 32,00                    |
| 2005               | Jacques Chirac           | 31,90                    |
| Source : Quid 2005 |                          |                          |